# Claudia Schilling

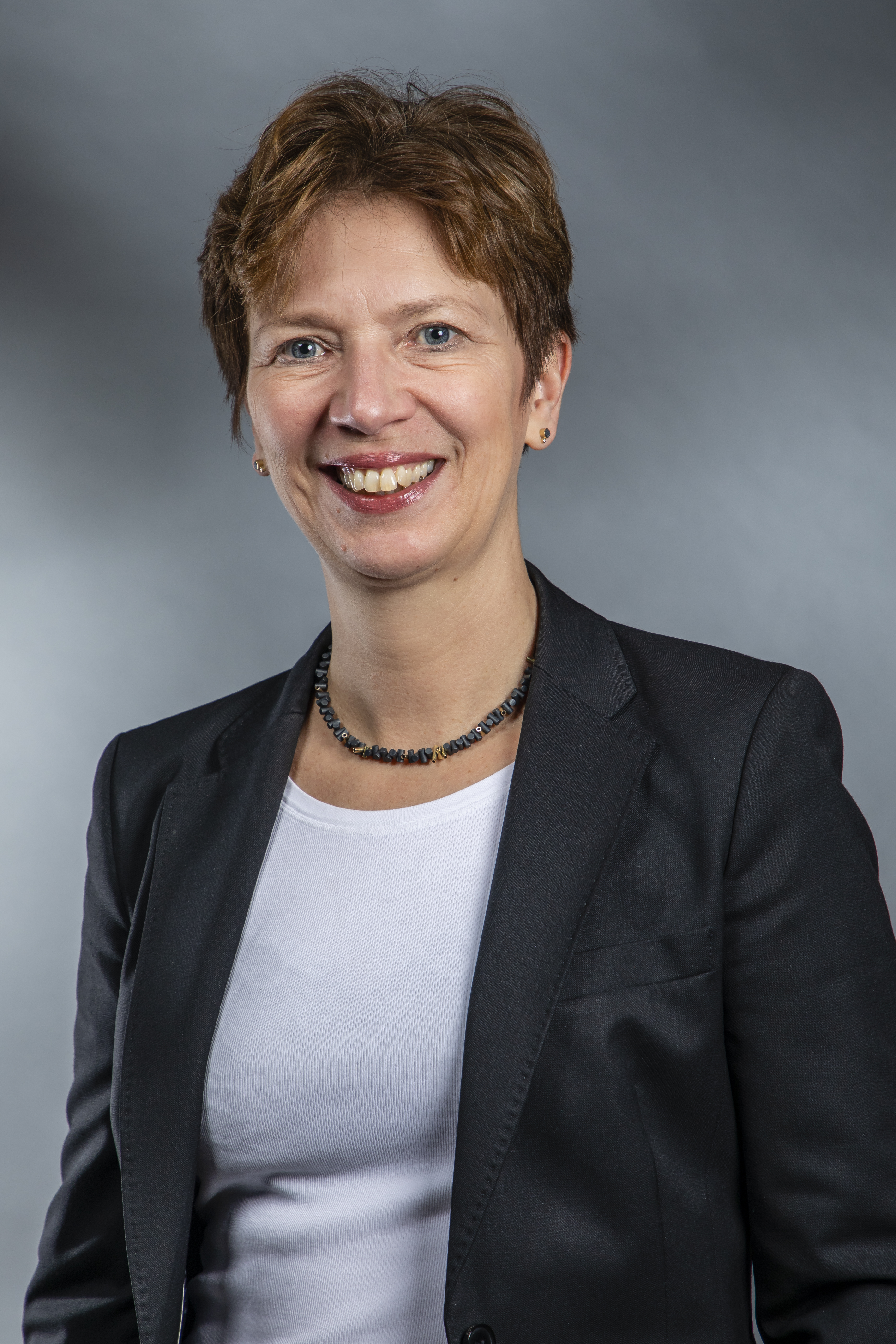
Claudia Schilling (2019)

Claudia Schilling  (* 13. Juni 1968 in Wolfsburg) ist eine deutsche Juristin und Politikerin (SPD). Sie ist seit 2019 Senatorin für Justiz und Verfassung und seit 2023 zusätzlich Senatorin für Arbeit, Soziales, Jugend und Integration der Freien Hansestadt Bremen. Von 2019 bis 2023 war sie Senatorin für Wissenschaft und Häfen.

## Biografie

### Ausbildung
Schilling wuchs in Wolfsburg auf. Ihr Abitur erwarb sie 1988 am Gymnasium Kreuzheide in Wolfsburg. Sie studierte von 1988 bis 1993 Rechtswissenschaften an der Universität Göttingen. Von Juni 1993 bis Juli 1994 war sie wissenschaftliche Assistentin an der Universität Halle und schrieb ihre Dissertation, mit der sie im Januar 1995 zum Dr. jur. promoviert wurde. Ihr Referendariat im Bezirk des Oberlandesgerichts Oldenburg schloss sie 1996 mit dem Zweiten juristischen Staatsexamen ab.

### Beruf
Schilling war von 1996 bis 1999 als Rechtsanwältin in Bremen und Oldenburg mit Schwerpunkten im Zivil-, Handels-, Gesellschafts- und Steuerrecht tätig.
1999 wurde sie Richterin am Amtsgericht Bremerhaven sowie 2005 kurzzeitig am Hanseatischen Oberlandesgericht in Bremen. Von 2006 bis Februar 2008 war sie beim Senator für Justiz und Verfassung in Bremen für den Bereich Presse- und Öffentlichkeitsarbeit sowie Gesetzgebung verantwortlich. Anschließend war sie bis Dezember 2011 als Vorsitzende Richterin am Landgericht Bremen tätig. Nach einem Wechsel in die niedersächsische Justiz leitete sie ab Januar 2012 bis März 2017 das Amtsgericht Geestland in Langen.
Ab April 2017 bis Juli 2019 war sie hauptamtliche Stadträtin und Sozialdezernentin für die Bereiche Jugend, Familie und Frauen sowie Arbeit, Soziales, Senioren und Migranten im Magistrat der Seestadt Bremerhaven.
Neben ihrer jeweiligen hauptberuflichen Tätigkeit war Schilling 1995/96 Lehrbeauftragte an der Fachhochschule Oldenburg/Ostfriesland/Wilhelmshaven sowie 2003/05 und 2016/17 an der Hochschule Bremerhaven.

### Politik
Schilling wurde 2004 Mitglied der SPD im Ortsverein Bremerhaven, Lehe-Nord.
Der SPD-Ortsverein Lehe-Nord nominierte sie im September 2016 für das Amt der hauptamtlichen Stadträtin für die Bereiche Arbeit, Soziales, Seniorinnen und Senioren, Migrantinnen und Migranten sowie Jugend, Familie und Frauen. Der SPD Unterbezirk Bremerhaven bestätigte dies Kandidatur und im Februar 2017 wählte die Bremerhavener Stadtverordnetenversammlung sie zur Stadträtin.
Am 15. August 2019 wurde Schilling durch die Bremische Bürgerschaft zur Senatorin für Justiz und Verfassung und zur Senatorin für Wissenschaft und Häfen im Senat Bovenschulte I gewählt. Im Senat Bovenschulte II hat sie seit dem 5. Juli 2023 das Amt der Senatorin für Justiz und Verfassung und das Amt der Senatorin für Arbeit und Soziales inne.
Schilling ist als Vorsitzende des Stiftungsrates für das Deutsche Schifffahrtsmuseum in Bremerhaven verantwortlich.

### Familie
Schilling ist mit Uwe Lissau verheiratet.

## Veröffentlichungen
- Bauten auf fremden Grundstücken im Einkommensteuerrecht, Diss. jur. Halle 1994, Köln/Bonn/München 1997, ISBN 978-3-452-23717-0.
- Festschrift für Uwe Lissau, Beiträge aus Justiz, Kultur und Wissenschaft (Herausgeberin), Bd. 4 der Schriftenreihe über gegenwärtige und historische Aspekte des Amtsgerichts Bremerhaven, Bremerhaven 2012, ISBN 978-3-86918-265-0.